# Роберт Волпол
Роберт Волпол, 1-й граф Орфорд (англ. Robert Walpole; 26 серпня 1676 — 18 березня 1745) — британський державний діяч, найбільш могутня постать у британському політичному житті 1720-х і 1730-х років. Перші королі Ганноверського дому знайшли у Волполі вірну опору. Він уникав вплутувати країну до європейських війн та беріг воєнні й економічні сили для відбиття можливих якобістських вторгнень.
У 1721 році його було призначено на посаду першим лордом скарбниці, а з 1730 року, після виходу у відставку лорда Таунсенда, залишався главою уряду аж до 1742 року. Він очолював уряд довше, ніж будь-хто в історії Великої Британії, і вважається першим британським прем'єр-міністром. Цей термін тоді ще не використовувався, але Волпол мав вплив на кабінет, такий самий, як і подальші прем'єри.

## Ранні роки
Волпол народився у маєтку Гоутон-холл у родині полковника. Навчався в Ітоні й Кембриджі. Після смерті батька успадкував місце у палаті громад від одного з гнилих містечок, яке зберігав упродовж сорока років. Упродовж всієї кар'єри був вірним партії вігів, згуртував навколо себе гурток літераторів — прибічників Ганноверського дому (Kit-Cat Club), що став прообразом майбутніх політичних клубів Європи.
Як політик висунувся у роки Війни за іспанську спадщину, спочатку у флотському відомстві. У лютому 1708 року призначений військовим міністром, у 1710 році — скарбничим флоту. Після приходу до влади торі у 1711 році був усунутий від справ, за наполяганням віконта Болінгброка засуджений за хабарництво та ув'язнений в Тауері. Після звільнення став на боротьбу з Болінгброком за верховенство у політичному житті країни.

## Шлях до влади

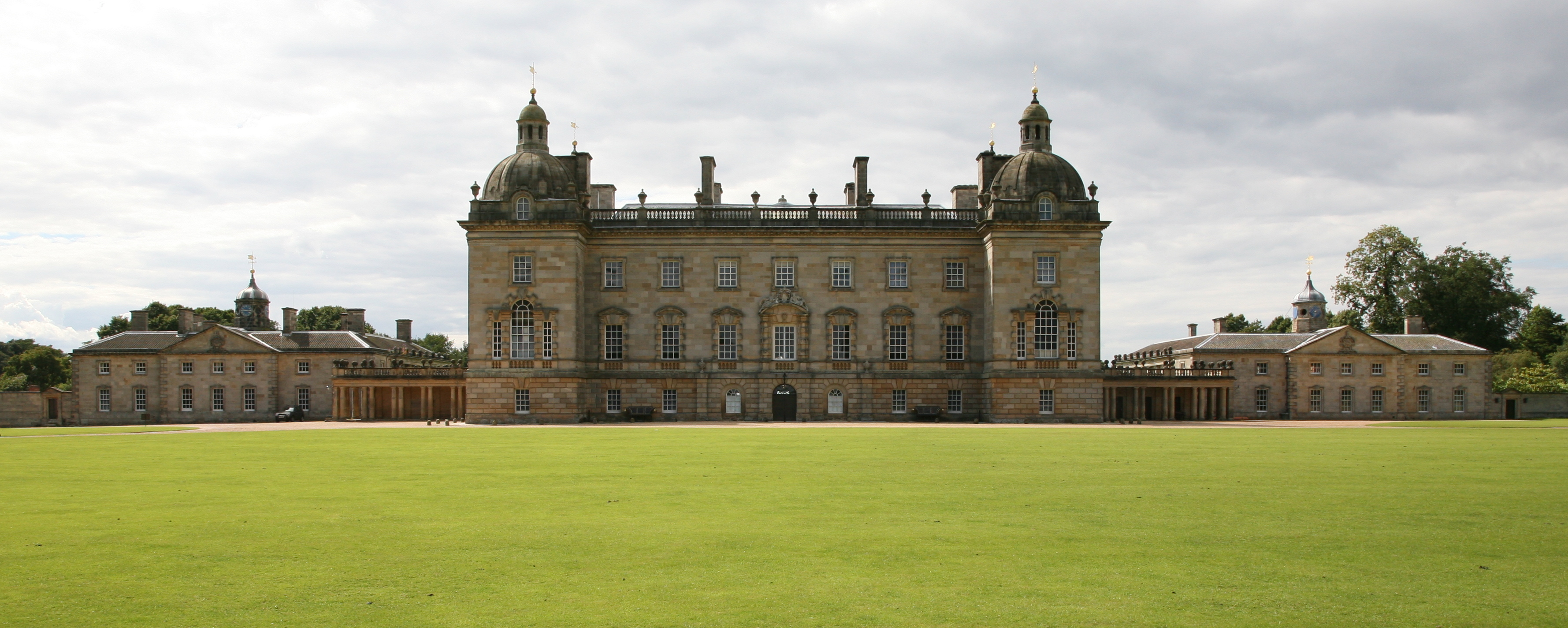
Заміський маєток Волпола — Гоутон-холл

Прихід до влади Ганноверського дому в особі Георга I (1714) означав повернення монаршої милості до проганноверськи налаштованих політиків, в тому числі й до Волпола. Він очолив таємний комітет, що розслідував звинувачення Болінгброка та інших лідерів торі у державній зраді. У 1715 році здобув призначення на пост першого лорда-скарбничого.
У 1716—1717 роках Волпол зі своїм зятем, віконтом Таунсендом, вступив у сутичку із зовнішньополітичних питань з партією графа Сандерленда. Перші наполягали на збереженні нейтралітету стосовно континентальних конфліктів, другі вимагали збройного захисту володінь короля у Ганновері.
Волпол і Таунсенд залишили кабінет та перейшли в опозицію. Своїми покровителями вони обрали «молодий двір» — принца Уельського та його дружину, Кароліну Ансбахську. За посередництва Волпола у 1720 році відбулось примирення принца з королем. З цього моменту Волпол отримав усю владу.

## Перший міністр
Перша проблема, з якою довелось стикнутись Волполу як «прем'єр-міністру» (сам він не схвалював цей неофіційний за тих часів титул, вбачаючи у ньому кепкування), — крах фінансової піраміди, відомої як компанія Південних морів. Волпол і сам збагатився, беручи участь у її діяльності. Щоб зменшити гнів тих, хто втратив заощадження, він усунув від справ главу скарбниці і сам зайняв цей пост.
На початку 1720-х років прибічники Ганноверського дому утворили свого роду триумвірат: місце померлого графа Сандерленда зайняв Джон Картерет, Волпол керував міністерством фінансів (як канцлер скарбниці у 1721—1742 роках), Таунсенд завідував зовнішньою політикою (як державний секретар). У 1724 році Волполу вдалось відрядити Картерета до Ірландії, у 1730 році він домігся відставки Таунсенда, здобувши, таким чином, всю повноту влади.
Державна політика Волпола базувалась на двох китах — низьке оподаткування у внутрішній політиці й уникнення війн у політиці зовнішній. Ці цілі цілком відповідали сподіванням впливового шару сільських сквайрів, але спричиняли невдоволення крупних землевласників, які вимагали збільшення колоніальних володінь зі зброєю в руках.

## Опозиція

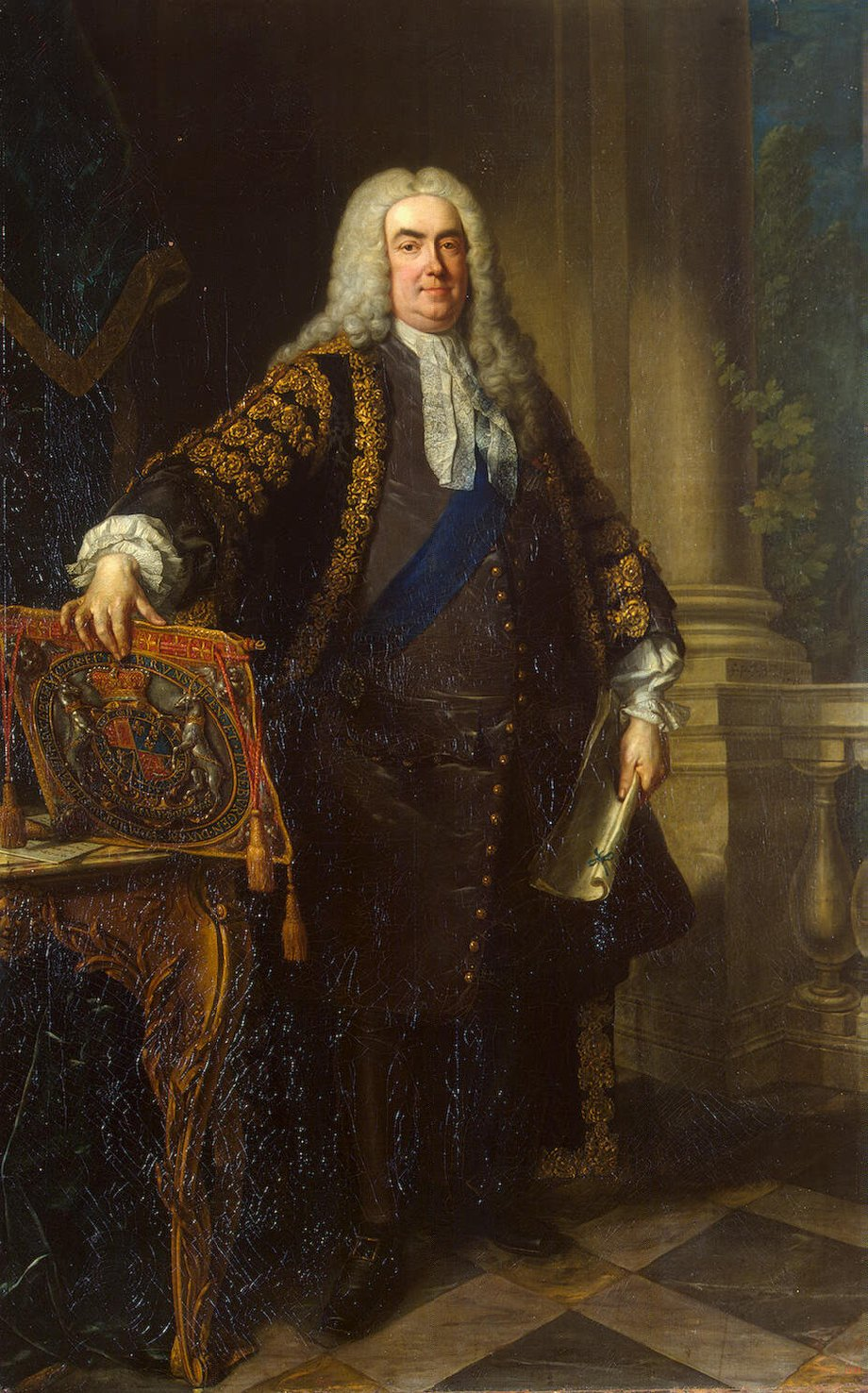
Роберт Волпол

За роки правління Волпола торі були видушені з політичного життя, а їхній лідер Болінгброк, визнавши поразку, у 1735 році виїхав за кордон. Разом із тим стан вігів розділився на цілу низку ворожих партій. У політиці панувала система патронату: кожен крупний сановник прагнув висунути на перші позиції своїх молодих родичів і протеже. Він дозволив палаті громад вільно розпоряджатись мільйонами, збагативши її членів і підвищивши їхній вплив. 
Звідси звинувачення у корупції й розкладанні державного апарату, які висували проти Волпола його супротивники усіх мастей. Але він мав надзвичайну спокійність перед звинуваченнями і розмовляв про гострі питання з такою самовпевненістю, ніби намагаючись завоювати до себе довіру. У друку регулярно з'являлись памфлети, п'єси та віршовані послання, що висміювали хабарництво першого міністра. Деякі з них належали перу таких крупних постатей, як Джонатан Свіфт, Генрі Філдінг та Александр Поуп; особливе обурення спричинила боротьба уряду з вольностями на театральних підмостках. притулком всіх невдоволених волполовським правлінням стало видання The Craftsman.
Противники Волпола пояснювали його небажання воювати з французами якщо не підкупом, то природною пасивністю. Його прихильність до мирної зовнішньої політики зумовила нейтралітет Британії у Війні за польську спадщину. Конфлікт з іспанцями навколо Гібралтару також вдалось залагодити мирним шляхом.
У 1733 році Волпол був змушений поступитись тискові негоціантів і скасувати запроваджені ним акцизи на вино й тютюн. У 1739 році під тиском плантаторів він неохоче оголосив війну іспанцям. Вибори 1734 року відобразили падіння його популярності. Молоді аристократи (такі, як Вільям Пітт), передрікаючи скоре падіння Волпола, шукали покровительства його супротивників і гуртувались навколо молодого принца Уельського.

## Відставка
У лютому 1742 року противникам Волпола вдалось нарешті домогтись його відставки. Він отримав титул графа Орфорда й солідну пенсію, але не зміг завадити палаті громад ініціювати розслідування пов'язаних з його іменем зловживань. Однак своєю відставкою Роберт Волпол зробив важливий конституційний прецедент — пішов у відставку разом зі своїми колегами, бо його кабінет втратив більшість у палаті громад. Похилий міністр виїхав до свого маєтку Гоутон-холл, звідки продовжував надавати поради королю та впливати на державні справи через свого ставленика Генрі Пелема (займав пост прем'єр-міністра).
Свій величезний статок Волпол витрачав на придбання творів мистецтва. Його картинна галерея була найкращою у країні. Незважаючи на протидію молодшого сина Орейса (знаменитого письменника), художнє зібрання Гоутон-хола після смерті графа Орфорда було продано його онуком Катерині II, яка поклала його в основу Ермітажу.

## Вшанування пам'яті
На честь Волпола названі наступні населені пункти:
- Волпоул, Нью-Гемпшир, США[5]
- Волпоул, Массачусетс, США[6]